# Ethel Houbiers
Ethel Houbiers, née le 14 juillet 1973 à Liège, est une actrice, directrice artistique et traductrice franco-belge.
Elle réside en France depuis les années 1990.
Active notamment dans le doublage et hispanophone, elle est la voix française régulière de Penélope Cruz, Salma Hayek, Sofía Vergara et Jennifer Lopez.

## Biographie
Ethel Houbiers faits ses débuts sur scène à l'âge de sept ans dans l'opéra-comique La Fille de madame Angot. Alors qu'elle se produit au festival « Les Rencontres à la Cartoucherie » dans une pièce mise en scène par Philippe Adrien, son assistante Laura Koffler lui propose de doubler le personnage de Carla (Oyanka Cabezas) dans le film Carla's Song de Ken Loach. Elle poursuit dans cette voie en prêtant sa voix notamment à Penélope Cruz, Salma Hayek, Jennifer Lopez, Sofía Vergara, et bien d'autres.
Ethel Houbiers a également traduit avec Jean-Louis Jacopin quatre pièces espagnoles en français (Marsall Marsall de José Sanchis Sinisterra, Nada de Cristina Alvarez, Portrait de femme avec ombre de José Sanchis Sinisterra, L'Esprit et la Chair de Rafael Gordon) et deux pièces en espagnol (Lettre d'une inconnue de Stefan Zweig et Cendrillon, création et mise en scène Monica Panader).

## Théâtre
- 1995 : Jeux de massacre d'Eugène Ionesco, mise en scène de Jean-Louis Jacopin
- 1995 : Lettres de mon moulin, adapté par Ethel Houbiers
- 1995 : Les Sept Pendus de Leonid Andreïev, mise en scène Michelle Marquais, théâtre du Rond-Point
- 1995 : La Nuit enchantée, création et mise en scène de Monica Panader
- 1995 : Le Fils de Rullier, mise en scène Philippe Berling
- 1996 : Chemin lilas, texte et mise en scène Jean-Pierre Nercam
- 1996 : Cendrillon, création et mise en scène Monica Panader
- 1996 : La nuit tombe sur Alger la blanche, mise en scène Philippe Adrien
- 1997 : L'homo européanus, c'est moi, mise en scène Jean-Louis Jacopin
- 1997 : Madame de Sade de Yukio Mishima, mise en scène M. Burrus
- 1997 : Le Sous-vide et le Manger mou de D. Paquet, mise en scène P. Simon
- 1997 : La Dernière Horde d'Elsa Solal, mise en scène Thierry Atlan
- 1998 : Portrait de femme avec ombre de José Sanchis Sinisterra, mise en scène Jean-Louis Jacopin
- 1999 : Les Fourberies de Scapin de Molière, mise en scène Michel Barré
- 2001 : Copie tordue de A. Magnabosco, mise en scène Caputi Medeiros
- 2002-2003 : Conversation avec mon chien d'Alain Jaspard, mise en scène Jean-Marie Lehec

## Filmographie

### Télévision
- 1998 : Les Moissons de l'océan, mini-série de François Luciani : Armelle
- 1999 : Véga, série télévisée : une infirmière
- 2000 : On vous rappellera (série télévisée) de Nicolas Bedos : un mannequin
- 2003 : Almodis de la Marche, téléfilm de David Teyssandier : Almodis
- 2003 : Vis ma vie (reportage)
- 2014 : La Roulette russe, court métrage
- 2016 : C'est mon choix : « Je suis la voix d'une star »

### Web
- 2018 : Beethoven, l'éternel, comédie dramatique de Avner Peres, diffusée sur YouTube : Mère de Beethoven

## Doublage

### Cinéma

#### Films
- Penélope Cruz dans (19 films) :
  - Amour, piments et bossa nova (2000) : Isabelle Oliveira
  - Blow (2001) : Mirtha Jung
  - Une chambre pour quatre (2002) : Brenda
  - Gothika (2003) : Chloé Sava
  - Nous étions libres (2004) : Mia
  - Vicky Cristina Barcelona (2008) : Maria Elena
  - Nine (2009) : Carla
  - Sex and the City 2 (2010) : Lydia
  - Pirates des Caraïbes : La Fontaine de jouvence (2011) : Angelica Teach
  - To Rome with Love (2012) : Anna
  - Cartel (2013) : Laura
  - Zoolander 2 (2016) : Valentina
  - Grimsby : Agent trop spécial (2016) : Rhonda George
  - Escobar (2017) : Virginia Vallejo
  - Le Crime de l'Orient-Express (2017) : Pilar Estravados
  - Compétition officielle (2021[2]) : Lola Cuevas
  - The 355 (2022) : Graciela
  - À contretemps (2022) : Azucena
  - Ferrari (2023) : Laura Ferrari
- Salma Hayek dans (16 films) :
  - Breaking Up (1997) : Monica
  - Traffic (2000) : Rosario, la maîtresse de Madrigal
  - L'Assistant du vampire (2008) : Madame Truska
  - Copains pour toujours (2010) : Roxanne Chase-Feder
  - Savages (2012) : Elena
  - Un jour de chance (2012) : Luisa
  - Prof poids lourd (2012) : Bella Flores
  - Copains pour toujours 2 (2013) : Roxanne Chase-Feder
  - Teach Me Love (2015) : Olivia
  - Studio 54 (2015) : Anita Randazzo (director's cut 2015)
  - How to Be a Latin Lover (2017) : Sara
  - Drunk Parents (2019) : Nancy Teagarten
  - Like a Boss (2020) : Claire Luna
  - Bliss (2021) : Isabel Clemens
  - House of Gucci (2021) : Giuseppina « Pina » Auriemma
  - Magic Mike : Dernière danse (2023) : Maxandra « Max » Mendoza
- Sofía Vergara dans (6 films) :
  - Quatre Frères (2005) : Sofi Mercer
  - Happy New Year (2011) : Ava
  - Apprenti Gigolo (2014) : Selima
  - Joker (2014) : Doris
  - Chef (2014) : Inez
  - Hot Pursuit (2015) : Daniella Riva
- Jennifer Lopez dans (5 films) :
  - Un mariage trop parfait (2001) : Mary Fiore
  - Père et Fille (2004) : Gertrude Steiney
  - Parker (2013) : Leslie Rodgers
  - Un voisin trop parfait (2014) : Claire Peterson
  - Marry Me (2022) : Katalina « Kat » Valdez
- Paz Vega dans :
  - Le Mas des alouettes (2007) : Nunik
  - Eyes of War (2009) : Elena Morales
  - Secret d'État (2014) : Coral Baca
- Rhona Mitra dans :
  - La Vie de David Gale (2003) : Berlin
  - Shooter, tireur d'élite (2007) : Alourdes Galindo
- Maribel Verdú dans :
  - Jericho Mansions (en) (2003) : Dolores O'Donell
  - The Flash (2023) : Nora Allen (flashback et univers alternatif)
- Ana de la Reguera dans :
  - Top Cops (2010) : Gabriela
  - Everything, Everything (2017) : Carla
- Elpidia Carrillo dans :
  - Mother and Child (2010) : Sofia
  - Blue Beetle (2023) : Rocío Reyes
- Elizabeth Rodriguez dans :
  - Quand vient la nuit (2014) : l'inspecteur Romsey
  - Logan (2017) : Gabriela
- Stephanie Sigman dans :
  - 007 Spectre (2015) : Estrella
  - War on Everyone : Au-dessus des lois (2016) : Delores
- Natalie Burn dans :
  - Fortress (2021) : Sandra
  - Fortress: Sniper's Eye (en) (2022) : Sandra

- 1991 : A Grande Arte (en) : Mercedes (Cássia Kis)
- 1997 : Bienvenue à Sarajevo : Nina (Marisa Tomei)
- 1998[3] : He Got Game : tante Sally (Michele Shay)
- 2000 : Carla's Song : Carla (Oyanka Cabezas)
- 2000 : L'Art de la guerre : Julia Fang (Marie Matiko)
- 2000 : Bread and Roses : Maya (Pilar Padilla)
- 2001 : Une virée en enfer : Venna (Leelee Sobieski)
- 2002 : Star Wars, épisode II : L'Attaque des clones : Reine Jamillia (Ayesha Dharker)
- 2002 : La Somme de toutes les peurs : Dr Cathy Muller (Bridget Moynahan)
- 2003 : Un homme à part : Stacy Vetter (Jacqueline Obradors)
- 2003 : Le Terminal : Torres (Zoe Saldaña)
- 2003 : Bad Boys 2 : la psychologue de Mike (Ivelín Giro (es))
- 2004 : Un mariage de princesse : Miss Genovia Hildegard (Isabella Hofmann (en))
- 2004 : Van Helsing : Anna Valérius (Kate Beckinsale)
- 2004 : Le Jour d'après : Jama (Ayana O'Shun)
- 2005 : Mon beau-père, mes parents et moi : Isabelle Villalobos (Alanna Ubach)
- 2007 : American Gangster : Eva (Lymari Nadal)
- 2008 : Angles d'attaque : Veronica / Marie (Ayelet Zurer)
- 2009 : Jusqu'en enfer : Shaun San Dena (Adriana Barraza)
- 2009 : X-Men Origins: Wolverine : la professeure d'espagnol (Alison Araya)
- 2010 : Expendables : Unité spéciale : Sandra (Giselle Itié)
- 2010 : The Housemaid : la belle-mère (Park Ji-young)
- 2010 : Buried : Pamela Lutti (Ivana Miño (es))
- 2012 : End of Watch : La La (Yahira « Flakiss » Garcia (en))
- 2012[4] : Girls attitude : Modes d'emploi (en) : Grace (Eva Mendes)
- 2013 : Magic Magic : Barbara (Catalina Sandino Moreno)
- 2013 : Infiltré : Vanessa (Lela Loren)
- 2013 : Un grand mariage : Nuriaz Soto (Ana Ayora (en))
- 2014 : Last Vegas : Lisa (Bre Blair)
- 2014 : No Good Deed : Alexis (Kate del Castillo)
- 2014 : Ardor (en) : Vania (Alice Braga)
- 2016 : Joyeuse fête des mères : Inez, la journaliste (Andreana Gonzalez)
- 2017 : Once Upon a Time in Venice : Nola (Jessica Gomes)
- 2017 : 6 Days : Betty (Mia Blake)
- 2017 : Mariage chez les Wilde (en) : Ella (Camila Perez)
- 2017 : Lady Bird : Casey Kelly (Bayne Gibby)
- 2018 : Been So Long : Yvonne (Ronkẹ Adékoluẹjo (en))
- 2018 : Jean-Christophe et Winnie : ? ( ? )
- 2019 : Dumbo : Catherine (Zenaida Alcalde (es))
- 2019 : Rambo: Last Blood : Gizelle (Fenessa Pineda (en))
- 2019 : Terminator: Dark Fate : Alicia (Alicia Borrachero)
- 2019 : Jumanji: Next Level : l'ex-compagne de Smolder (Dania Ramírez)
- 2019 : Bacurau : Teresa (Bárbara Colen (pt))
- 2019 : The Perfect Candidate : Dr Maryam Alsafan (Mila Al Zahrani)
- 2019 : Rocks : Funke Omotoso (Layo-Christina Akinlude)
- 2019 : La Voie rebelle (en) : Teller (Jessica Juarez) et Margaret (Xen Sams)
- 2020 : Bad Boys for Life : Abuela (Rose Bianco)
- 2020 : Relic : Grace (Christina O'Neill)
- 2020 : Resistance : Mila (Éva Vica Kerekes (sk))
- 2020 : Drunk : Anika (Maria Bonnevie)
- 2020 : Nouvel ordre : Rebeca (Lisa Owen (es))
- 2021 : Une affaire de détails : l'inspecteur Jamie Estrada (Natalie Morales)
- 2021 : [[Every Breath You Take (film)|Every Breath You Take]] : Lilly (Lilly Krug (de))
- 2021 : Bingo Hell (en) : Yolanda (Bertila Damas (en))
- 2021 : West Side Story : ? ( ? )
- 2021 : Killing Field : Marcia (Leslee Emmett)
- 2021 : El buen patrón : Adela (Sonia Almarcha)
- 2021 : Séance : Alice (Inanna Sarkis)
- 2022 : Gasoline Alley : Star (Irina Antonenko)
- 2022 : Le Pire Voisin au monde : Marisol (Mariana Treviño)
- 2022 : Le Haut du panier : Paola (María Botto)
- 2022 : Shotgun Wedding : Margy (Selena Tan (en))
- 2022 : The Son : Maria (Yolanda Nieto)
- 2022 : Argentine, 1985 : Adriana Calvo de Laborde (Laura Paredes)
- 2023 : Creed 3 : Laura Chavez (Selenis Leyva)
- 2023 : Transformers: Rise of the Beasts : Breanna Diaz (Lauren Vélez)
- 2023 : Le Comte : Luciana (Catalina Guerra)
- 2023 : Saw X : Valentina (Paulette Hernández (en))
- 2024 : Les Nouveaux (en) : Mme Nielsen (Kaitlin Olson)

#### Films d'animation
- 2001 : Atlantide, l'empire perdu : Audrey Rocio Ramirez
- 2003 : Les Énigmes de l'Atlantide : Audrey Rocio Ramirez
- 2007 : Bee Movie : Drôle d'abeille : voix additionnelles
- 2009 : Monstres contre Aliens : voix de l'Ordinateur
- 2011 : Happy Feet 2 : Carmen[n 1]
- 2012 : Madagascar 3 : Bons Baisers d'Europe : Carmen[n 2]
- 2013 : Le Manoir magique : Carla
- 2015 : En route ! : Lucy Tucci[n 3]
- 2016 : Sausage Party : Teresa del Taco[n 4]
- 2018 : Spider-Man: New Generation : Miss Calleros, la prof de Miles
- 2022 : Wendell and Wild : Mariana
- 2022 : Catwoman: Hunted : la Dama
- 2023 : Spider-Man : Across the Spider-Verse : une invitée à la soirée de Jefferson
- 2024 : La Nuit d'Orion : Mme Spinoza

### Télévision

#### Téléfilms
- Kim Roberts dans :
  - La Mélodie de Noël (2016) : Samantha Washington
  - 14 lettres d'amour (2022) : Caroline
- 2001 : 1943, l'ultime révolte : Tosia Altman (Leelee Sobieski)
- 2011 : Une proie certaine : Marcy Sherill (Athena Karkanis)
- 2018 : Un trésor pour Noël : Sloan Kelly (Katlyn Carlson)
- 2022 : Une histoire éternelle pour Noël : Lisa Johnson (Ecstasia Sanders (en))

#### Séries télévisées
- Mozhan Marnò dans (6 séries) :
  - US Marshals : Protection de témoins (2012) : Charlotte (saison 5, épisode 7)
  - House of Cards (2014-2015) : Ayla Sayyad (11 épisodes)
  - Madam Secretary (2014 / 2019) : Roxanne Majidi (saison 1, épisode 1 et saison 6, épisode 1)
  - Pam and Tommy (2022) : Gail Chwatsky (mini-série)
  - Anatomie d'un divorce (2022) : Nahid (mini-série)
  - Zero Day (2025) : Melissa Kornblau (mini-série)

- Sofía Vergara dans (5 séries) :
  - Ma famille d'abord (2002) : Selma (saison 3, épisode 4)
  - Entourage (2007) : la fille du village (saison 4, épisode 1)
  - Les As du braquage (2007) : Esperanza Villalobos (13 épisodes)
  - Dirty Sexy Money (2007) : Sofia Montoya (saison 1)
  - Griselda (2024) : Griselda Blanco (mini-série)

- Valerie Cruz dans (4 séries) :
  - Off the Map : Urgences au bout du monde (2011) : Dr Zita Alareina « Zee » Toledo Alvarez (13 épisodes)
  - Grimm (2012) : Dr Levine (saison 1, épisode 10)
  - Quantico (2015) : Vera Rodriguez (saison 1, épisode 6)
  - Chicago Justice (2017) : Miranda Sharp (épisode 8)

- Patricia de León (es) dans (4 séries) :
  - Magic City (2013) : Pastorita Nunez (saison 2)
  - Scorpion (2017) : Lucinda (saison 3, épisode 13)
  - Stumptown (2020) : Laura (saison 1, épisodes 15 et 17)
  - Generation (2021) : Sela (4 épisodes)

- Ana de la Reguera dans :
  - Kenny Powers (2010) : Vida (saison 2)
  - Blacklist (2015) : Vanessa Cruz (saison 2, épisode 18)
  - Une nuit en enfer, la série (2016) : Lord Venganza Verdugo (saison 3)

- Dania Ramírez dans :
  - Devious Maids (2013-2016) : Rosie Falta (49 épisodes)
  - Once Upon a Time (2017-2018) : Jacinda Vidrio / Cendrillon (22 épisodes)
  - Alert (depuis 2023) : Nikki Batista

- Paz Vega dans :
  - The OA (2016-2019) : Renata (7 épisodes)
  - Kaleidoscope (2023) : Ava Mercer (mini-série)
  - 1992 (2024) : Carmen (mini-série)

- Romi Dias dans :
  - Doubt : Affaires douteuses (2017) : la juge Irene Mendoza (6 épisodes)
  - Council of Dads (en) (2020) : Dr Felicia Pena (épisode 6)
  - Snowfall (2021) : Rafaela Ibaceta (saison 4, épisode 3)

- Elizabeth Rodriguez dans :
  - Fear the Walking Dead (2015-2016) : Liza Ortiz (7 épisodes)
  - Chance (2017) : Dr Kristen Clayton (9 épisodes)

- Carmen Cabrera dans :
  - Les Mystères de Laura (2015) : Valentina (saison 2, épisode 7)
  - FBI (2021) : Anna Diaz (saison 3, épisode 12)

- Afton Williamson dans :
  - The Night Of (2016) : l'officier Wiggins (mini-série)
  - Bull (2018) : Gabrielle Ramsden (saison 2, épisode 15)

- Natalia Cordova-Buckley dans :
  - Marvel : Les Agents du SHIELD (2016-2020) : Elena « Yo-Yo » Rodriguez (2e voix, saisons 4 à 7)
  - Mayans M.C. (2021) : Laura (4 épisodes)

- 2003 : La Caravane de l'étrange : Catalina de la Rosa (Valeria Hernandez) (3 épisodes)
- 2003 : Keen Eddie : Carol Ross (Rachael Buckley) (12 épisodes)
- 2007 : Raines : Maria Santiago (Carmen Corral) (épisode 2)
- 2008 : Dead Set : Alex Bryson (Liz May Brice (en)) (mini-série)
- 2010-2011 : Justified : Pilar (Alexandra Barreto (en)) (3 épisodes)
- 2011-2012 : Dr House : Dominika House (Karolina Wydra)
- 2011-2012 : Mad Dogs : Maria (María Botto) (mini-série)
- 2013 : Copper : Kentigerna McGrath (Kendra Anderson) (4 épisodes)
- 2013 : Call the Midwife : Kirsten Bjorgsen (Zandra Andersson) (saison 2, épisode 1)
- 2013 : Hello Ladies : Erika (Jessica Camacho) (épisode 6)
- 2013 : Body of Proof : Hannah Banks (Jennifer Stone) (saison 3, épisode 3)
- 2013-2019 : Modern Family : Sonia Ramirez (Stephanie Beatriz) (4 épisodes)
- 2015 / 2017 : American Crime : Sibila Nuñez (Kattia Ortiz) (4 épisodes) et Gabrielle Durand (Mickaëlle X. Bizet) (5 épisodes)
- 2016 : Les Mystères de Londres : Madame Korzha (Emily Hampshire)
- 2016-2017 : Sense8 : Estella Rodriguez (Dolores Heredia)
- 2017 : Ray Donovan : Carmen (Priscilla Garita)
- 2017 : Esprits criminels : Unité sans frontières : Rosa Fernandez (Karina Arroyave) (saison 2, épisode 3)
- 2018 : American Crime Story : Donatella Versace (Penélope Cruz) (saison 2)
- 2018[5] : Why Are You Like This? : Sandi (Michelle Brasier) (épisode 6)
- 2018 : La Folle Aventure des Durrell : Zob (Anna-Maria Everett) (saison 3, épisode 8)
- 2018-2019 : Jessica Jones : Sonia (Victoria Cartagena (en)) (saison 2, épisodes 4 et 9) et Ana Silva (Leticia Castillo) (saison 3, épisode 7)
- 2018-2020 : Élite : Laura Osuna (Rocío Muñoz-Cobo (es)) (14 épisodes)
- 2020 : FBI : Lacey Ritter (Bridget Barkan) (saison 2, épisode 15)
- 2020 : For Life : Paola Guerrero (Camila Canó-Flaviá) (saison 2, épisode 5)
- 2021 : Launchpad (en) : Lupe Garcia (Cristela Alonzo)
- 2021 : Maid : Kiara (Alison Araya) (mini-série)
- 2021 : With Love (en) : Annie (Julissa Calderon) (saison 1, épisodes 3 et 5)
- 2022 : Alma : Pilar (Marta Belaustegui (es)) (9 épisodes)
- 2022 : Le Gang du gang vert : Marzena (Beata Bandurska) (8 épisodes)
- 2022 : Le Cabinet de curiosités de Guillermo del Toro : Emilia (Elpidia Carrillo) (saison 1, épisode 1)
- 2022 : Echo 3 (en) : Violeta Matiz (Martina Gusmán)
- 2022 : Gaslit : Winzola « Winnie » McLendon (Allison Tolman) (mini-série)
- 2022 : Un, dos, tres : Historias de UPA : Gladys (Yamilet Durán) (épisode 3)
- 2022-2023 : Les Enquêtes de Vera : Anika Naidu (Ayesha Dharker) (saison 11, épisode 4) et Julia Channing (Amanda Horlock) (saison 12, épisode 1)
- 2023 : Full Circle : Hannah-Estelle (Anita Sabherwal) (mini-série)
- 2023 : Good Omens : Saraqael (Liz Carr (en)) (saison 2)
- 2024 : Heeramandi : Les Diamants de la cour : Phatto (Jayati Bhatia (en))
- 2025 : Stick (en) : Elena (Mariana Treviño)

#### Séries d'animation
- 2009-2011 : Super Hero Squad : Captain Brazil
- 2012 : Défis extrêmes : Retour à l'île : Esmeralda
- 2016-2018 : En route : Les Aventures de Tif et Oh : Lucy Tucci
- depuis 2020 : Madagascar : la savane en délire : Pilar
- depuis 2021 : Idéfix et les Irréductibles : Tortilla
- depuis 2022 : Hamster et Gretel : Carolina Grant-Gomez
- 2023 : Carol et la fin du monde (en) : Lisa et voix additionnelles

### Jeux vidéo
- 2001 : Atlantide, l'empire perdu : Audrey Rocio Ramirez
- 2001 : Mary-Kate & Ashley: Crush Course :?
- 2009 : Wheelman : Kate
- 2009 : Red Faction: Guerrilla : voix additionnelles
- 2016 : Overwatch : Pharah
- 2016 : Watch Dogs 2 : Des Tezcas, Faye
- 2016 : Homefront: The Revolution : Maria Martinez
- 2017 : Wolfenstein II: The New Colossus : Voix additionnelles
- 2017 : Star Wars Battlefront II : Voix additionnelles
- 2017 : Assassin's Creed Origins : voix additionnelles
- 2020 : Cyberpunk 2077 : Mama Welles et voix additionnelles
- 2020 : No Straight Roads : Tatiana (version espagnole uniquement)[6]
- 2020 : Marvel's Spider-Man: Miles Morales : Camila Vázquez
- 2022 : Overwatch 2 : Pharah
- 2023 : Forza Motorsport : Ricky
- 2023 : Marvel's Spider-Man 2 : Camila Vázquez

### Publicités
- Penélope Cruz dans les publicités :
  - L'Oréal
  - Appel
  - Nintendo
  - Lancôme
  - Honda Jazz
- Sofía Vergara dans la publicité Head & Shoulders
- Bossa nova
- CNP Assurances
- Favela chic
- Transavia.com
- Rire et Chansons
- Seat
- Cuir center
- Mercedez
- Nexus
- Basiq'air
- Bonne Année la Poste
- Costa Croisière
- État Pur
- Fleury Michon
- Intel
- Intermarché
- Mikado
- Mr Propre
- Président
- Scrabble Zigzag
- Seat
- Soupline
- Volkswagen

### Direction artistique

#### Films
- 2019 : The Perfect Candidate
- 2019 : Rocks
- 2020 : Relic
- 2020 : Resistance
- 2020 : Drunk
- 2020 : Le Mariage de Rosa
- 2020 : Nouvel ordre
- 2021 : [[Every Breath You Take (film)|Every Breath You Take]]
- 2021 : Séance
- 2021 : Onoda, 10 000 nuits dans la jungle
- 2021 : Fortress
- 2021 : One Shot
- 2021 : El buen patrón
- 2022 : Fortress: Sniper's Eye (en)
- 2022 : Gasoline Alley
- 2022 : Master
- 2022 : Am I OK?
- 2022 : Grimcutty : L'Enfer des réseaux (en)
- 2022 : Argentine, 1985
- 2023 : À contre-sens
- 2023 : Awareness (en)
- 2023 : L'Intime Conviction d'Elena
- 2024 : À contre-sens 2

#### Téléfilms
- 2020 : Une âme sœur pour Noël
- 2021 : Noël sur la 5e Avenue
- 2021 : En route vers Noël avec toi
- 2021 : À Noël mon Prince viendra 3
- 2022 : 14 lettres d'amour
- 2022 : Croqueuse d'hommes mariés
- 2022 : Jamais sans ma sœur
- 2022 : Grace et Isla : La mort pour un garçon
- 2022 : Meurtre à Noël
- 2022 : Coup de foudre au village de Noël
- 2022 : Que le meilleur mariage gagne !
- 2022 : Quatre sœurs pour un meurtre
- 2022 : Noël à Broadway !
- 2022 : La Fable magique de Noël
- 2022 : Les Olympiades de Noël
- 2023 : Les Crimes d'une mère
- 2023 : Rooming with Danger
- 2023 : Mon bébé n'est pas à vendre
- 2023 : La Vengeance d'une maîtresse
- 2023 : La Revanche d'une mère
- 2023 : Ma deuxième mère
- 2023 : Un cadavre dans le grenier
- 2023 : Coup de foudre à Venise
- 2023 : Taken in Montana
- 2023 : La Saison des mariages

#### Séries télévisées
- 2022 : Entrevías (avec Barbara Delsol)
- 2022 : Le Gang du gang vert
- depuis 2022 : This Fool
- 2023 : The Nanny
- 2023 : Limbo (es)
- 2023 : Queenmaker (en)
- 2023 : Romancero (en)
- 2024 : Nightsleeper
- depuis 2024 : High Potential (avec Nathalie Régnier)

#### Documentaires
- 2021 : Val
- 2022 : Elizabeth : Regard(s) singulier(s)

#### Audio
- Les grottes de Lascaux (version espagnole, audioguide)